# CRぱちんこ仮面ライダーMAX Edition
『CRぱちんこ仮面ライダーMAX EDITION』は、2009年に京楽産業.から発売されたデジパチタイプのCR機のパチンコ。

## 概要
本機は2007年に登場した『CRぱちんこ仮面ライダー ショッカー全滅大作戦』の後継機である。
「進化系ぱちんこ」シリーズ初の回数切り確変（STタイプ）搭載機種である。
台枠は、『CRぱちんこ必殺仕事人III』より採用されている "STADIUM" 枠を使用。

### 仕様
本機の主な特徴は、通常時の初当り（ヘソからの大当り）の約5割強が突然確変大当りであり、そのうちのほとんどが潜伏確変である。その潜伏確変と小当たりを用いてモード移行を通常の演出に加え、高確率を期待させる演出でプレイヤーにドキドキ感を持続させる仕様となっている。
出玉あり大当たりもしくは潜伏確変を経由して、電サポ作動の「サイクロンモード」に突入すると、電チューからの抽選がメインとなるが、電チューからの大当りはすべて出玉ありの大当たり、なおかつ理論上継続率は82%のため、大量の出玉獲得が期待できる仕様となっている。
電チュー、アタッカーともに右打ちすることで入賞するため、電サポ作動中・大当りラウンド中は常に右打ち消化となる。

### スペック
CRぱちんこ仮面ライダーMAX EDITION
- 賞球数 3&3&10&15
- 大当たり確率：1/399.6（低確率）→1/43.7（高確率）
- 小当たり確率：1/115 （ヘソ入賞）
- 確変割合：100%(大当り終了後74回転まで)
- 大当り継続理論値:約82%
- ラウンド・カウント数：14ラウンド・7カウントor14ラウンド・0カウント
- 特賞出玉：約1,350個
- 大当たり振り分け率

| 入賞               | 14R確変A | 14R確変B | 14R確変C |
| ------------------ | -------- | -------- | -------- |
| ヘソ入賞(低確率中) | 40%      | 2.5%     | 57.5%    |
| ヘソ入賞(高確率中) | 40%      | 50%      | 10%      |
| 電チュー入賞       | 100%     | 0%       | 0%       |
| 出玉               | あり     | なし     | なし     |
| 電サポ             | 70回まで | 70回まで | なし     |
※出玉なし大当り・小当たりはヘソチャッカー下のベロアタッカーが0.1秒×14回解放。
※電サポは確変70回転まで。その後4回転は電サポ非作動。

## 大当り図柄
図柄揃いは全て出玉あり14ラウンド確変大当りとなる。
赤図柄は味方キャラ、緑図柄は戦闘員、青図柄は大幹部で構成されている。
- 赤図柄
  - 1. 本郷猛
  - 2. 一文字隼人
  - 7. 仮面ライダー1号（左）/仮面ライダーV3（中）/仮面ライダー2号（右）

- 緑図柄
  - 3. 骨戦闘員
  - 5. ベレー戦闘員
  - 9. ゲルショッカー戦闘員

- 青図柄
  - 0. ゾル大佐/黄金狼男
  - 4. 死神博士/イカデビル
  - 6. 地獄大使/ガラガランダ
  - 8. ブラック将軍/ヒルカメレオン

## 役モノ
ライダーベルト役モノ
リーチ中などに、画面上部のライダーベルトが激しく発光し落下すれば激アツ。様々な場面でチャンスアップとなる。

## トラップモード移行演出
本機の目玉演出である演出。14R確変Cまたは小当たりを引くと「トラップモード」へ移行する。トラップモード移行後は、液晶演出で確変に当選したか否かのドキドキ感を楽しめる。
尚、本機は「大当り終了後74回転高確率」となるため、14R確変Cに当選しても、74回転以内に次の大当りを引けなければ、一度もボーナスを引けずに高確率状態が終了してしまう恐れがあるため注意が必要である。
潜伏確変を搭載した機種では、ヤメ時に注意する必要があるが、本機の場合は最後のモード移行orサイクロンチャンス(後述)から74回転変動させれば確変を取りこぼすことはない。

### トラップモード移行契機
以下の契機に「トラップモード突入」と書かれた扉が閉まり、トラップモードへ移行する。
- 通常変動時、左右の扉揺れ演出後チャンス目が停止し、チャンスボタンを押すと扉が閉まる。
- 1号ライダーリーチを除く各リーチハズレ後

トラップモード扉の色と文字の色で潜伏確変期待度が変化する。下へ行くほど潜伏確変の期待度が高い。
- 銀扉＋緑文字
- 銀扉＋赤文字
- 金扉＋緑文字
- 金扉＋赤文字【大チャンス】
- 炎扉＋赤文字【大チャンス】
- 世界征服扉【大チャンス】

### トラップモード中移行ステージ
トラップモードには4つのステージが用意されており、各ステージでトラップを「突破」すれば上位ステージへ移行し、確変期待度がアップする。
滞在するステージは以下の4つ。
1. 戦闘員ステージ
2. 怪人ステージ
3. 大幹部ステージ
4. 首領ステージ

首領ステージまで進むと潜伏確変期待度大幅アップとなる。
脱出チャンス
トラップモード中に14R確変BorC、または小当りに当選すると、バイクに乗った本郷猛が現れる。チャンスボタンを押してライダーベルト役モノが落下すればサイクロンモードに突入する(14R確変BorC当選)。ベルト役モノが発動せず変身に失敗した場合は、トラップモード継続or終了となる(14R確変Cor小当り当選)。

### トラップ突破演出
演出フロー
1. カットインステップアップ予告等の予告が発生
2. 「トラップを突破破壊せよ」文字が出現
3. トラップが本郷を襲う
4. チャンスボタンを押す
  1. トラップを突破…上位ステージへ移行
  2. トラップを回避…トラップモード継続
  3. トラップを破壊…大当り確定
  4. ベルトが落下し変身…1号ライダーリーチへ発展
  5. トラップ突破失敗…トラップモード終了

### 秘密結社モード
初回変動時、トラップモード中、トラップ破壊に失敗しトラップモードが終了すると秘密結社モードに移行することがある。秘密結社モードの滞在時間が長いほど、高確率の期待度が上がる。秘密結社モードから通常ステージに移行しても、再び扉が閉まり秘密結社モードに移行することもある。

## 予告アクション

### 擬似連続予告
連続すべり予告
変動中、右図柄が滑って停止後、中図柄に「ベルト図柄」が停止。連続すればするほど期待度がアップ。2連でリーチ確定、3連でスーパーリーチ確定、4連すればハイチャンスとなる。5連すれば大当り確定。その他、リーチ後のボタンプッシュ予告で、チャンスボタンを押した直後に中図柄にベルト図柄が出現するケースや、同じくリーチ後にチャンスボタン表示が無いままにベルト図柄が出現し、擬似連継続となることもある。

### 保留先読み予告
パワーメモリー予告
画面下の保留アイコンに色がつくと、その保留で何かが起こるチャンス。保留玉の色は青<黄<赤の順に期待度がアップし、赤なら激アツ。保留消化時に保留玉が別のアイコンに変化する。変化したアイコンの種類で期待度が変化。激アツに絡む演出のアイコン（ゲルショッカー、1号ライダー等）が出たら期待度大幅アップ。京楽マークや玉ちゃん、たぬ吉等が出たら大当り確定のプレミアム。
ベルトフラッシュ予告
効果音と共に、変動開始時にベルト役モノが白くフラッシュする。変動ごとにベルトフラッシュが連続すれば、保留内で何かが起こるチャンス。
背景変化予告
画面が爆発すると、背景が変化する。一見ただの背景変化演出だが、保留をまたいで爆発が連続すれば、保留内で何かが起こるチャンス。

### ステップアップ予告
戦闘員ステップアップ予告
1. 戦闘員登場(骨ショッカー<ベレーショッカー<ゲルショッカー)
2. アングルが右に移動しさらわれた女子大生が登場(女子大生の服…青<黄<赤<ゼブラ)
3. 「出たなショッカー！」の声と共に崖の上に本郷登場【リーチ確定】
4. リーチ後、「ライダー変身！トウッ！」の掛け声と共にベルト役モノが落下【激アツ】

ステップ1のゲルショッカー、ステップ2の赤女子大生は激アツ。ゼブラ服の女子大生は大当り確定。
ステップ4に発展すると、1号ライダーVSリーチへそのまま発展する。

### リーチ後予告
ボイス予告
リーチ成立時の本郷のセリフで期待度が変化する(リーチだ！<チャンスだ！<激アツだ！)。
実写カットイン予告
リーチ成立直後、背景に実写ムービーがカットインすればスーパーリーチ確定となり期待度がアップする。
「イイィー！群予告」
リーチ成立後、画面にPUSHマークが出現し、チャンスボタンを押すと「イイィー!」の文字が流れる。流れる「イイィー!」の文字の種類は様々で、基本的に「数が多い」・「文字が大きい」と期待度がアップ。数種類色の「イイィー!」が流れれば激アツであり、これにも「数が多い」・「文字が大きい」等変化がある。
ベルト落下演出
リーチ成立後、効果音と共に本郷猛の実写の変身シーンに背景が変化し、本郷の「ライダー変身！トウッ！」のセリフと共にベルト役モノが落下すれば激アツ。役モノ発動後は1号ライダーVSリーチへ発展する。

## リーチアクション

### ノーマルリーチ
リーチがかかり、中図柄が+1コマを超えればスーパーリーチ発展演出に発展する。画面がブラックアウトすれば改造リーチへ発展。

### 改造リーチ
ノーマルリーチより発展。本郷が改造人間にされるシーンのリーチ。リーチの途中でチャンスボタンを押すとリーチラインが増えることがある。ダブルラインならチャンス。トリプルラインまで増えれば大当り確定。
リーチハズレ後、画面左右から扉が現れればトラップモード突入のチャンス。
またハズレ後にベルト役モノが落下すれば1号ライダーVSリーチへ発展する。

### スーパーリーチ

#### 発展演出
本郷がバイクで道を駆け抜ける。この演出から、以下のスーパーリーチへ発展する。
このとき本郷がかぶるヘルメットの色で期待度が変化する(白<赤<ゼブラ。ゼブラは激アツ)。
ハズレ(本郷の乗るバイクが停止し、煙幕発生。その後煙幕が晴れて本郷が消える)後に中図柄の後ろの道路に小さな光が煌き、その後トラップモードロゴが登場すれば、トラップモード突入のチャンス。

#### ショッカー戦闘員殲滅リーチ
スーパーリーチ発展演出から、ショッカーの大群が現れればショッカー戦闘員殲滅リーチへ発展する。
本郷がショッカーを全滅させれば大当り。
リーチ途中に、本郷がショッカーを攻撃する際にチャンスボタンを押し、出る文字で期待度が変化(GOOD<GREAT<EXCELLENT)。
最終局面でボタンを連打し、画面に表示される戦闘員の数を減らす。0体になれば大当り確定。
リーチハズレ後にベルト役モノが落下すれば1号ライダーVSリーチに発展する。

#### 本郷VSリーチ
発展演出後に、蜘蛛男もしくは蜂女が現れれば本郷VSリーチへ発展する。リーチ中のチャンスボタンプッシュでカットインが入り、その内容で期待度が変化。ハズレ後にベルト役モノが落下すれば1号ライダーVSリーチへ、突如扉が閉まればトラップモードへ移行する。

#### 1号ライダーVSリーチ
本機最高の信頼度を誇る激アツリーチ。スーパーリーチ発展演出後、各スーパーリーチハズレ後にベルト役モノが落下すれば発展する。
バトルフロー
1. ボタンプッシュで攻撃キャラ決定。
2. 再度ボタンプッシュで攻撃キャラ決定。
3. 2度目にライダーの場合、ライダーが攻撃を仕掛ける。ボタンプッシュでオーラが発生。
4. ボタンプッシュでとどめの一撃（通常、または一撃必殺）。怪人を倒せば大当り。

フロー1.2.でライダーが連続で攻撃すればチャンス。
フロー3.で発生するライダーのオーラは、色で期待度が変化する(白<青<黄<赤。レインボーなら激アツ)。
とどめの攻撃は、攻撃の種類で期待度が変化する(ライダーチョップ<ライダーパンチ<ライダーキック<)。V３を初めとしたライダーが登場しとどめをさすことがある。
フロー3.で怪人の連続攻撃の場合は、ボタン連打で本郷を復帰させ、ベルトギミック発生で再度ライダーに変身して怪人を倒し大当たりとなる。

## 大当りラウンド
アタッカーは盤面右側にあるため、大当り中は右打ち消化となる。
大当り中は本作品に因む楽曲が流れる仕様であり、以下連チャン回数によって変化する。
```
1 〜4 回：Dreamer(RIDER CHIPS)
5 〜9 回：
レッツゴー!!ライダーキック
(RIDER CHIPS)
10〜14回：ライダーアクション(RIDER CHIPS)
15〜19回：仮面ライダーの歌(RIDER CHIPS)
20〜24回：レッツゴー!!ライダーキック(藤 浩一 氏)
※25回以上：再度 Dreamer からの繰り返し
```

また、ボーナス確定時直前に登場することのある、各代仮面ライダー(アマゾン・V3等)に則した楽曲が用意されている。
ボーナス中の11〜14ラウンドは、仮面ライダーに登場する各怪人の解説が見られる。その時、京楽キャラ(玉ちゃん・たぬ吉)やミスサプライズの紹介が出れば保留内での次回大当りが確定する。

## サイクロンモード(70回転ST)
本機の最大の目玉である確変モード。70回転限定の高確率ゾーン。電チュー開放のためのスルーチャッカーは盤面右側にあるため、サイクロンモード中は常に右打ち遊技となる。様々な予告アクションを経てライダーが勝利すれば大当りとなる。
画面右上にはサイクロンモードの残り回転数が常時表示される(「LAST 70」などと表示)。残り30回を切ると画面左右から扉が出現し、回数が減ると徐々に扉が閉まっていくあおり演出が発生する。70回転以内に大当りが引けなかった場合はサイクロンモードが終了し、首領を倒す4回転のラストチャンス演出へ移行する。
サイクロンモード中は、RIDER CHIPSの楽曲「Ride a first way」が流れる。

### 予告アクション
加速演出
サイクロンモード中のメインとなる予告演出。突如画面下部にメーターが表示され、サイクロン号が加速していく。加速するごとに液晶画面と盤面の色が変化し、期待度がアップしていく(白<青<黄<赤<レインボー)。赤色以上でリーチが確定する。
アクセルカットイン予告
ライダーがサイクロン号でジャンプし、ベルトが落下すれば激アツ。ベルトが落下せずにリーチに発展することもある。
ショッカーセリフ予告
加速演出と複合することが多い。画面センターにチャンスボタンアイコンが現れ、チャンスボタンを押すとショッカーがセリフをしゃべる。赤文字ならチャンス。
ボタンウィンドウ予告
ボタンを押すとウィンドウが出現する。全画面なら大チャンス。
再変動演出
上記の各予告演出後、ライダーがブレーキをかけ、本郷の「気のせいか」のセリフが出ればハズレとなるが、その際に中リールにライダーベルト図柄が停止すれば図柄が再変動し、信頼度大幅アップとなる。
保留先読み演出
変動中、「パリーン」という効果音と共に画面が白くフラッシュする。変動をまたいで連続すれば保留内での大当りのチャンス。最大4回まで継続する。

### リーチアクション
サイクロンモード中に発展するリーチは以下の2つ。

#### 人質救出リーチ
さらわれた女子大生が現れれば人質救出リーチへ発展する。
リーチフロー
1. ショッカー戦闘員の人数が表示される。人数が少ないほど期待度アップ。
2. ボタンプッシュでライダーにオーラが発生。(青<赤<レインボー)
3. 画面下に加速メーター表示。ボタンプッシュでメーターが停止。レベルが高いほど期待度アップ。
4. ボタン連打で戦闘員を殲滅する。連打して人数がゼロになれば大当り確定。
5. アングルが変化し、ライダーが女子大生を救出すれば大当り。

フロー3で、ゲージがMAXになれば大当り確定。
また、メーター停止後にボタンを連打するとゲージがMAXに変化することがある。
尚、人質がおやっさんの場合の方が女子大生の場合より期待度アップ。

#### 1号ライダーVSリーチ
通常変動とほぼ同様予告アクションを経て、ベルト役モノが落下すれば1号ライダーVSリーチに発展する。怪人を倒せば大当り。対戦相手は大幹部の方がアツい。
バトルフロー
1. ボタンプッシュで1回目の攻撃側決定(ライダーの攻撃なら期待度アップ)
2. ボタンプッシュで2回目の攻撃側決定
3. ボタンプッシュでライダーのオーラ発生。オーラの色によって攻撃が変化(青：ライダーチョップ<黄：パンチ<赤：キック)し、ボタンプッシュ時にお助けライダー（V3など）が登場すれば大当り確定。
4. ボタンプッシュでとどめの一撃。ボタンプッシュと共にベルト役モノが落下すれば大当り。

フロー3で、対戦相手が大幹部の場合は攻撃の種類を決定するルーレットが発生し、この時にキックを選択するorボタンプッシュ時にお助けライダー（ライダーマン・X・アマゾン・ストロンガー・Wライダー等）が登場すれば大当り確定。
フロー4で敵に逃げられるとハズレとなるが、その後ベルト役モノが落下し再始動大当りすることがある。
15連以降に登場することがある「ショッカー首領」は例外で、「覆面顔」、「ヘビ頭顔」、「一ツ目顔」といずれとも一方的に首領が攻撃し、フロー3へ移行。どの攻撃も大当たり確定となる。

## サイクロンモード後ラストチャンス(4回転ST・電サポなし)
サイクロンモードで大当りを引けなかった場合は電サポが終了するが、サイクロンモード終了後4回転まで確変での抽選となる。液晶演出は首領との対決演出となり、首領を倒せば大当りとなる。
演出フロー
1. 骨ショッカー3体登場。ボタンを3回押して全員倒せば2.へ
2. ベレーショッカー3体登場。ボタンを3回押して全員倒せば3.へ
3. ゲルショッカー3体登場。ボタンを3回押して全員倒せば4.へ
4. 首領が登場。ボタンを連打して首領を倒せば大当り。

首領まで到達すれば激アツ。
（首領到達時点で電チュー消化時は超激アツだが、ヘソ消化時は倒せた場合大当たり、逃走してサイクロンモード再突入（突確）あるいは世界征服扉が閉まる（小当たり）のいずれかになる）
尚、先述の70回転ST中大当りの場合は画面上に「サイクロンモード継続」と表示されるが、4回転ST中のそれは「サイクロンモード突入」との表示となる。
ただし、その場合もボーナス中の画面下部に表示されるボーナス継続回数表示は、これまでのボーナス継続回数に加算され表示される。

## ギミック系当確予告
P-フラッシュ予告
変動中、様々な契機で「キュインキュインキュイン」という効果音とともにハンドルが赤く光って回転しフラッシュすれば、確変大当り(14R確変A)確定。
P-サイレン予告
ハンドルが光らずに「キュインキュインキュイン」と音が鳴れば確変大当り(14R確変A)確定。
但し、音だけでの演出のため、混雑時等には「自身が遊技中の機材から発生した音なのか？」と少々心配を抱えながら大当りするまでの時間を過ごすことも珍しくない。